# Kick-Ass (Comic)
Kick-Ass ist eine Comic-Serie des britischen Autors Mark Millar und des Zeichners John Romita junior, die in Icon Comics, dem Independent-Imprint von Marvel Comics, erschien. Sie erzählt die Geschichte des jugendlichen Comicfans Dave Lizewski, der selbst ein Superheld werden will. Kick-Ass besteht aus drei achtteiligen Miniserien die zwischen 2008 und 2014 erschienen. Zudem erschien mit Hit-Girl eine fünfteilige Miniserie die zwischen den ersten beiden Miniserien spielt. Seit 2018 wird die Hit-Girl-Serie unabhängig von Kick-Ass fortgeführt.
Die erste Miniserie wurde von Matthew Vaughn gleichnamig verfilmt und erschien 2010 in den Kinos. Die Verfilmung der zweiten Miniserie von Jeff Wadlow erschien 2013.

## Handlung
Miniserie 1

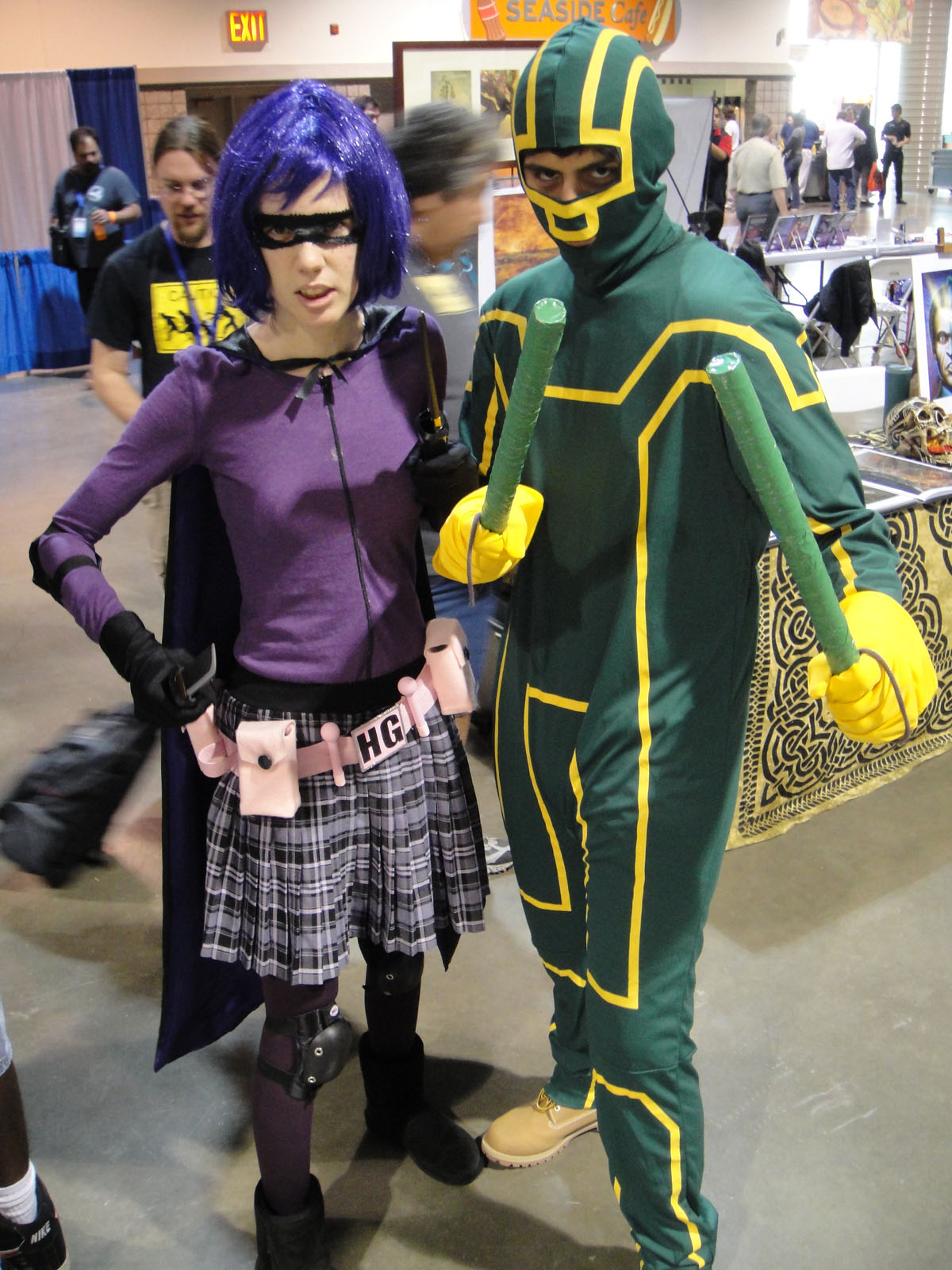
Cosplayer in den Kostümen von Kick-Ass (r.) und Hit-Girl (l.)

Dave Lizewski ist ein normaler US-amerikanischer Teenager, der Comic-Superhelden wie Spider-Man oder die X-Men vergöttert und vergeblich seinem Schulschwarm Katie Deauxma hinterher schmachtet. Eines Tages beschließt er, selbst das Verbrechen zu bekämpfen, und ersteigert sich auf eBay sein „Superheldenkostüm“, einen grünen Taucheranzug. Als er eine Bande Graffitisprayer stellen will, wird er zusammengeschlagen, angestochen und bei seiner Flucht angefahren. Schwerverletzt zieht er sein Kostüm aus, wird nackt von der Ambulanz aufgegriffen und muss für ein halbes Jahr ins Krankenhaus. Trotz dieses Rückschlages ergreift er ein weiteres Mal die Initiative und rettet schlussendlich einen Zivilisten vor dem Angriff einer Straßengang. Das Video, das bei dem Überfall von einem Passanten aufgenommen wird, wird auf YouTube ein Riesenerfolg, und der „unbekannte Retter“ wird von den Medien Kick-Ass getauft und löst eine Welle von Amateur-Superheldentum aus.
Dave richtet eine MySpace-Seite ein, damit Leute Kick-Ass online für neue Aufträge kontaktieren können. Er macht die Bekanntschaft eines weiteren Amateur-Superhelden, des gleichaltrigen Red Mist, der in einem teuren Ford Mustang umherfährt und ständig kifft. Beide bringen sich fast um, als sie eine Katze von einem brennenden Gebäude retten wollen, auch dieses Mal wird die Heldentat zum Medienschlager und Kick-Ass und Red Mist werden noch berühmter. Auch in der Schule bleibt Daves Handeln nicht folgenlos: Da er nach seinem ersten Versuch, sich als Held zu präsentieren, nackt und halb tot aufgefunden wurde, tuschelt die Schule, dass Dave ein homosexueller Callboy ist, der von Zeit zu Zeit von seinen Freiern verprügelt wird. Doch gegenteilig zum Rest der Schülerschaft zeigt sich Daves Schwarm Katie davon nicht angewidert. Er wird Katies „schwuler bester Freund“, und Dave ist so von ihrem Interesse hingerissen, dass er die Rolle mitspielt.
Beim Versuch, einen Drogenhändler auszuheben, wird Kick-Ass mal wieder verprügelt, doch von einem mysteriösen Duo gerettet, dem angeblichen Expolizisten und eiskalten Rächer Big Daddy und seiner zehnjährigen Tochter und Samuraikämpferin Hit-Girl, die beide mit äußerster Brutalität handeln. Sie erpressen ihn, ihnen bei ihrem Kampf gegen den Mafiaboss Johnny Genovese beizustehen, doch anders als geplant werden sie von Genoveses Schergen gefangen genommen. Red Mist entpuppt sich als Genoveses Sohn Chris, der lieber ein Superschurke als ein Superheld sein will, und im gewalttätigen Showdown gesteht Big Daddy, dass er seine Tochter, seine Vergangenheit betreffend, belogen hat und genau wie Kick-Ass eigentlich nur ein obsessiver Comicfan ist. Daddy wird danach von Genoveses Leuten exekutiert, doch Hit-Girl, angetrieben von purer energischer Wut und einer kokainähnlichen Substanz namens „Condition Red“, tötet Genoveses Handlanger, während Kick-Ass Red Mist für seinen Verrat K. o. prügelt. Zusammen erledigen sie noch Genovese selbst und verlassen den Tatort, bevor die Polizei eintrifft.
Als Dave Katie beichtet, dass er nicht schwul ist, verlässt sie ihn angewidert; zudem findet Daves Vater eine neue Freundin in der ehemaligen Freundin des von Big Daddy und Hit-Girl getöteten Drogenhändlers. Hit-Girl kehrt zu ihrer verstorben geglaubten Mutter zurück und führt fortan ein normales Leben. Allerdings haben Kick-Ass und Hit-Girl durch ihre Tat so viel Popularität erlangt, dass viele andere sich nun als Superhelden aufführen – unter anderem der kostümierte Amateur-Superheld, der am Beginn des Comics vom Dach des Hochhauses springt und in diesem Augenblick erst in den Fahrstuhl steigt. Am Schluss begegnet man noch einmal dem inzwischen rehabilitierten Red Mist, der Kick-Ass und den neuen Superhelden als Superschurke Rache schwört.

## Kritiken
„Peinlich und plump... was Millar da als Geschichte zu verkaufen versucht, ist nicht viel mehr als eine schwache Entschuldigung, um von einer Popkulturreferenz oder Gewaltszene zur nächsten zu stolpern. Die Story hier ist wie die Geschichte in einem Porno: vorhanden, weil man sie erwartet, aber von keiner Relevanz.“

„Gewalttätige Superhelden-Farce, so überdreht und übertrieben, dass es rationale Kritik ausschließt. Man kann es entweder widerlich oder lustig finden, wir finden es lustig.“

## Hintergrund
Um den Namen des Protagonisten zu finden, schrieb Mark Millar eine Auktion für wohltätige Zwecke aus. Der Gewinner Dave Lizewski wählte seinen eigenen Namen.

## Verfilmungen
2010 wurde Kick-Ass verfilmt. Aaron Johnson spielte Dave Lizewski, Lyndsy Fonseca die Rolle der Katie, und Nicolas Cage und Chloë Moretz bildeten das Team Big Daddy und Hit-Girl. Millar war mit der Verfilmung zufrieden, auch wenn der kommerzielle Erfolg etwas hinter seinen Erwartungen zurückblieb.
Die Verfilmung übernimmt im Wesentlichen die Handlung und die Figuren aus dem Comic. Während jedoch im Comic Katie angewidert „ihren schwulen besten Freund“ Dave verlässt, als er sich als heterosexuell outet, lässt sie sich im Film davon nicht abschrecken und wird seine Freundin. Zudem sind im Comic Big Daddy und Hit-Girl vom Charakter her zynischer und brutaler als im Film, ihre Kostüme sind aber heroischer und superheldenhafter als in der Vorlage. Des Weiteren gibt Big Daddy im Comic zu, dass seine Hintergrundgeschichte frei erfunden ist, und Hit-Girl kehrt am Ende zu ihrer Mutter zurück; im Film ist Big Daddy tatsächlich ein (Ex-)Polizist, dessen Frau als indirekte Folge eines Korruptionsvorwurfs gegen ihn Selbstmord beging.
Im August 2013 kam mit Kick-Ass 2 die Fortsetzung ins Kino.